# Orthocladius pictipennis
Orthocladius pictipennis är en tvåvingeart som beskrevs av Freeman 1959. Orthocladius pictipennis ingår i släktet Orthocladius och familjen fjädermyggor. Inga underarter finns listade i Catalogue of Life.